# Операция «Тирдроп»
Операция «Тирдроп» (англ. teardrop — слеза) — операция военно-морских сил США по уничтожению подводных лодок Германии у восточного побережья Америки. Проводилась с апреля по май 1945 года в ходе Второй мировой войны. Причиной послужили угрозы Германии обстрелять Нью-Йорк крылатыми ракетами «Фау-1» и «Фау-2». Уже после войны союзники пришли к выводу, что немецкие подводные лодки не несли данные ракеты.
Проведение операции было утверждено в конце 1944 года в ответ на сообщения разведки, что Германия вооружает свои подводные лодки новыми ракетами. На базе ВМС США было сформировано два больших соединения противолодочной обороны. В апреле 1945 года поступила информация, что немецкие подводные лодки типа IX из Норвегии направились к берегам США. Плохие погодные условия в северной части Атлантического океана значительно снизили эффективность действий четырёх привлечённых к операции эскортных авианосцев. Большинство немецких подводных лодок было обнаружено и уничтожено патрульными эскортными миноносцами. Королевские военно-воздушные силы Канады оказывали поддержку с воздуха. В итоге, пять из семи немецких субмарин были потоплены, и 33 члена экипажа взяты в плен. США потеряли один эскортный миноносец с большей частью его экипажа. Вскоре после этого операция закончилась. Допрос экипажей показал, что подводные лодки не были оснащены обещанными ракетами.

## Ситуация к концу войны
В конце 1944 года Антигитлеровская коалиция получала доклады разведки, подтверждающие тот факт, что немецкие военно-морские силы планировали использовать крылатые ракеты «Фау-1», запускаемые с подводных лодок, для нападения на города на восточном побережье Соединённых Штатов. В сентябре того же года немецкий шпион, захваченный ВМС США при атаке на перевозившую его подводную лодку, подтвердил следователям Федерального бюро расследований, что несколько подводных лодок готовили к подобной операции. Аналитики Десятого флота ВМС США внимательно изучили фотографии необычных элементов на подводных лодках в Норвегии, но пришли к выводу, что это были деревянные дорожки, используемые для загрузки торпед. На протяжении года возникло ещё несколько слухов об этих подводных лодках, в том числе из Швеции, переданных в Главное командование союзных сил. Британское Адмиралтейство не рассматривало всерьёз эти отчёты, так как исходя из их оценки, подобное вооружение потенциально могло быть установлено только на подводные лодки типа IX, что потребовало бы значительных вложений и без того ограниченных ресурсов.

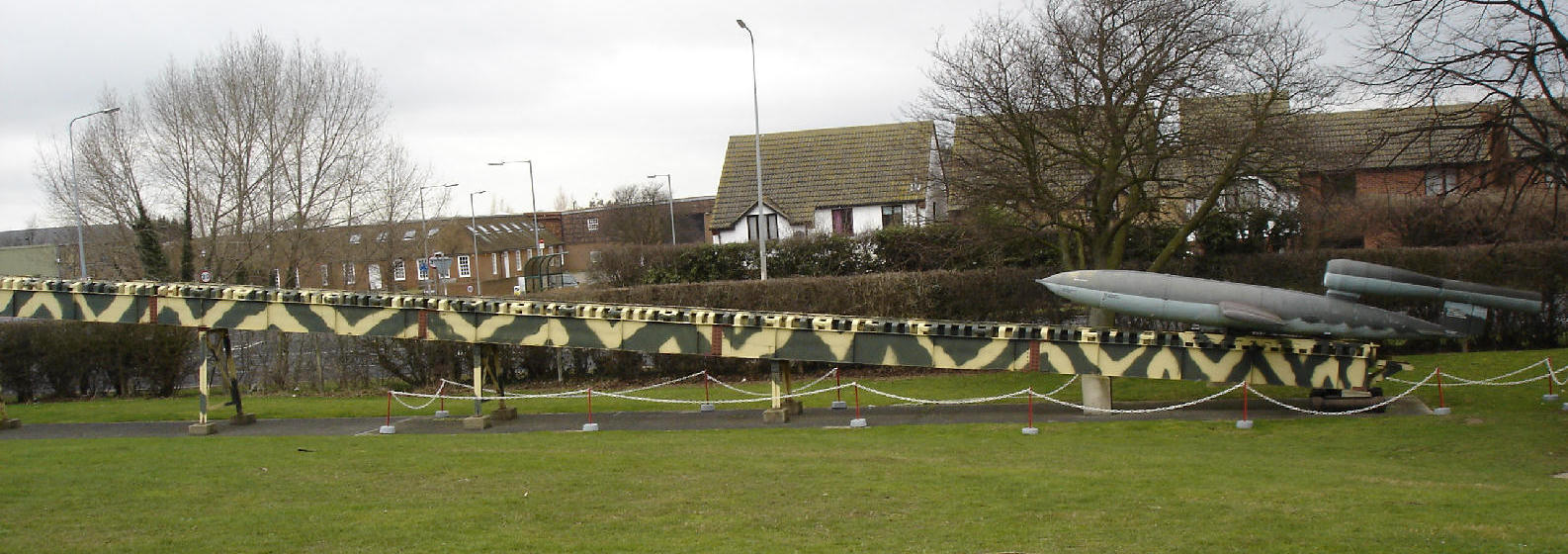
Крылатая ракета «Фау-1» на пусковой установке в филиале Имперского военного музея в Даксфорде

Несмотря на выводы аналитиков Десятого флота и Британского Адмиралтейства, военные и правительство США по-прежнему были обеспокоены тем, что Германия может напасть на города Восточного побережья. С начала ноября 1944 года в радиусе 400 км от Нью-Йорка проводился интенсивный поиск вражеских подводных лодок. В начале декабря 1944 года шпионы Уильям Колпаг и Эрих Гимпель, захваченные в Нью-Йорке после высадки с U-1230 в штате Мэн, сообщили следователям, что Германия готовит группу подводных лодок, оснащённых крылатыми ракетами. 10 декабря мэр Нью-Йорка Фьорелло Ла Гуардия публично сообщил, что Германия рассматривает вопрос о нападении на Нью-Йорк. Речь Ла Гуардия и заявления захваченных шпионов получили значительное освещение в средствах массовой информации. Несмотря на это, 11 декабря Военное министерство США и Армия США доложили президенту Рузвельту, что вероятность подобной атаки так низка, что не оправдывает отвлечения ресурсов от других задач. Эта оценка не была поддержана ВМС США.
В ответ на предполагаемую угрозу Атлантическим флотом был подготовлен план обороны восточного побережья. Первоначально ему было присвоено кодовое название «Операция Шмель» (англ. Operation Bumblebee), позже был переименован. План был окончательно разработан к 6 января 1945 года и включал участие в операции ВМС США, ВВС США и некоторых армейских подразделений, которые в совокупности должны были гарантировать уничтожение любых атакующих самолётов и ракет. Центральное место в плане было отведено двум специально сформированным крупным подразделениям противолодочной обороны для работы в Атлантическом океане против подводных лодок, приближающихся к восточному побережью. Эти целевые группы были сформированы из нескольких подразделений эскортных авианосцев, оперативная база новых подразделений разместилась на острове Ньюфаундленд. Помимо защиты от ракетных атак эти силы должны были противодействовать новым подводным лодкам типа XXI, если последние будут обнаружены в центральной части Атлантического океана. Командующий Атлантическим флотом вице-адмирал Джонас Ингрэм на пресс-конференции 8 января предупредил общество об угрозе ракетных атак и рассказал, что для защиты были собраны значительные силы.
В январе 1945 года рейхсминистр вооружений и военного производства Германии Альберт Шпеер заявил, что крылатые ракеты «Фау-1» и «Фау-2» «обрушатся на Нью-Йорк 1 февраля 1945 года», что усилило озабоченность правительства США угрозой возможного нападения. Однако, на самом деле, немцы не имели технической возможности запускать подобные ракеты с подводных лодок; все попытки разработать подобную технологию провалились. В июне 1942 года на U-511, немецкой подводной лодке типа IX-C, были проведены испытания ракет ближнего радиуса действия, которые могли быть запущены даже при погружении. Развитие этой системы было завершено в начале 1943 года, когда обнаружилось, что ухудшаются прочие характеристики подводных лодок. В ноябре 1944 года Германия приступила к разработке технологии запуска баллистической ракеты «Фау-2» с подводной лодки. По завершении работы планировалось произвести атаку на восточное побережье США, в частности для нападения на Нью-Йорк. К марту или апрелю 1945 года планировалось построить прототип. Завершить работы не удалось, так как к этому времени Германия потерпела поражение в войне.

## Проведение операции

### Исходные позиции

«USS Croatan» на реке Гудзон в Нью-Йорке в октябре 1945 года

В марте 1945 9 немецких подводных лодок типа IX от берегов Норвегии были направлены для патрулирования побережья Северной Америки и атаки проплывающих кораблей. Основная цель передислоцирования состояла в отвлечении противолодочных сил союзников от прибрежных вод Великобритании. В начале 1945 года это было основное место проведения операций для немецких подводных лодок, но тяжёлые потери вынудили Германию в конце марта прекратить их. 12 апреля семь из девяти субмарин — U-518, U-546, U-805, U-858, U-880, U-881 и U-1235 — получили приказ использовать тактический приём «Волчья стая» к югу от Нью-Йорка. Оставшиеся лодки — U-530 и U-548 — были направлены в канадские воды.
Союзники смогли расшифровать немецкие приказы, из которых узнали об отправлении и целях группы. Вице-адмирал Джонас Ингрэм и Десятый флот ВМС США пришли к выводу, что именно эти семь подводных лодок несут ракеты «Фау-1». Было объявлено о начале проведения операции «Тирдроп». 25 и 27 марта в Хэмптон-Роудс была сформирована первая группа противолодочных сил, в которую вошли эскортные авианосцы «USS Mission Bay», «USS Croatan» и 20 эскортных миноносцев. К 11 апреля группа была собрана к востоку от мыса Кейп-Рейс. Двенадцать миноносцев растянулись в 190-километровую линию. Эскортные авианосцы, в сопровождении четырёх миноносцев каждый, расположились к западу от линии. Воздушные операции, однако, были сильно затруднены из-за плохих погодных условий.
Немецким командованием был отдан приказ атаковать вражеские судна. Однако, союзники из-за угрозы подводных лодок и плохой погоды изменили маршруты своих морских конвоев, сместив их на юг. К 8 апреля немецкие подводные лодки заняли позиции к востоку от обширной шельфовой отмели у острова Ньюфаундленд. С 2-го по 19-е апреля командование 12 раз передавало сообщения лодкам. Эти радиосигналы были расшифрованы союзниками, что обеспечило их точной информацией о месте действия вражеских подводных лодок.

### Первая противолодочная группа
15 апреля, около полуночи, эскортный миноносец «USS Stanton» обнаружил одну из подводных лодок — U-1235 — в 800 км к северу от острова Флориш. Он немедленно атаковал субмарину при помощи многоствольной бомбомётной установки Mk 10 «Хеджхог», но та погрузилась и скрылась. При поддержке миноносца «USS Frost», «USS Stanton» обнаружил новую позицию лодки и ещё трижды повторил атаку. Последняя атака, проведённая в 00:33 16 апреля, уничтожила подводную лодку вместе с командой. Вскоре после этого, «USS Frost» обнаружил вторую субмарину — U-880, которая пыталась по поверхности уйти из зоны обстрела. В 02:09 миноносец с расстояния в 590 метров открыл огонь из автоматического зенитного орудия «Bofors L60». На U-880 предприняли попытку быстрого погружения, но операторы гидролокаторов обоих миноносцев продолжили следить за лодкой. Было сделано несколько залпов из бомбомётных установок, и в 04:04 вторая лодка была уничтожена. Экипаж также не выжил. Взрывы подводных лодок оказались очень сильными, что ещё больше усилило опасения по поводу их ракетного вооружения.
Корабли первой линии обороны сместились на юго-запад после уничтожения U-1235 и U-880. Ночью 18-19 апреля тяжёлые бомбардировщики «Consolidated B-24 Liberator» противолодочной обороны обнаружили на поверхности подводную лодку U-805. Субмарина находилась всего в 80 км от эскортного авианосца «USS Mission Bay» и его сопровождения, но не была атакована, так как успела погрузиться прежде, чем экипаж бомбардировщика мог подтвердить цель. В ночь на 20 апреля экипаж подлодки U-546 предпринял попытку торпедной атаки эсминца сопровождения, но промахнулся. Следующей ночью «USS Mosley» обнаружил U-805, но субмарине удалось уйти.
Последняя битва первой группы состоялась в ночь на 22 апреля. Незадолго до полуночи «USS Carter» обнаружил немецкую подводную лодку U-518. «USS Neal A. Scott» присоединился к атаке на лодку и первым сбросил на неё бомбы. После того, как «USS Carter» также сбросил бомбы, подводная лодка была уничтожена. Весь экипаж погиб. К этому времени на смену первой группе подошла вторая, и первая группа противолодочной обороны вернулась обратно на базу у острова Ньюфаундленд.
Несмотря на то, что операция проводилась в секторе ответственности Канады, Ингрэм за всё время ни разу не обратился за помощью к Королевскому канадскому военно-морскому флоту. Более того, до уничтожения U-518 Ингрэм даже не предоставлял канадским военным отчёт о текущей ситуации. Тем не менее, самолёты Королевских военно-воздушных сил Канады совершали регулярное патрулирование в поддержку американских сил.

### Вторая противолодочная группа
Во вторую группу вошли эскортные авианосцы «USS Bogue» и «USS Core», а также 22 эскортных миноносца. 16 апреля «USS Bogue» и 10 миноносцев прибыли из залива Наррагансетт, а «USS Core» и 12 миноносцев со стороны Бермудских островов и других позиций. Объединённая группа изначально расположилась вдоль 45-го меридиана западной долготы, патрулируя участок в 169 км длиной, и начала движение на восток. Основу составляли 14 эскортных миноносцев, построенных с интервалом в 8,0 км. На севере цепь замыкал «USS Core» в сопровождении четырёх миноносцев, на юге — «USS Bogue», также в сопровождении четырёх миноносцев.

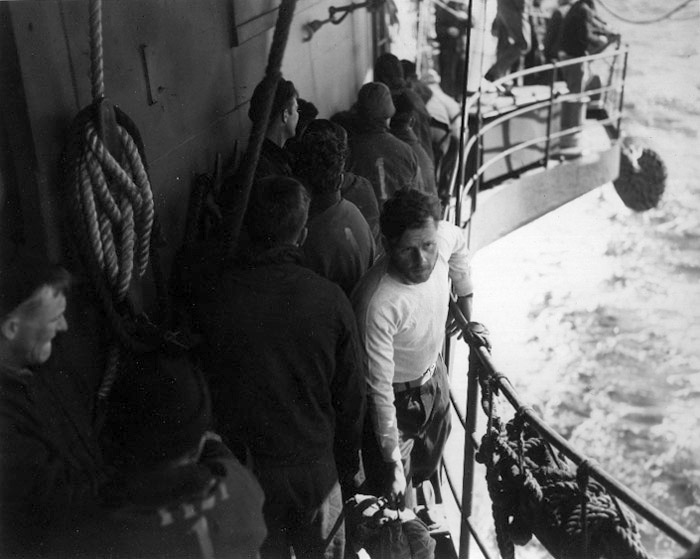
Капитан и 32 члена экипажа U-546 выжили и были взяты в плен

В ночь на 23 апреля немецкое командование отменило предыдущий приказ и направило три выживших подводных лодки на новые позиции между Нью-Йорком и Галифаксом. Вскоре после этого, U-881, U-889 и U-1229, выполнявшим другие задания, также было предписано занять позиции между Нью-Йорком и мысом Хаттерас. Эти приказы также были перехвачены и расшифрованы союзниками, ещё больше усилив опасения, что подводные лодки будут атаковать американские города.
23 апреля после полудня американский торпедоносец-бомбардировщик «Grumman TBF Avenger» обнаружил U-881 в 119 км к северо-западу от эскортного авианосца «USS Bogue». Самолёт сбросил глубинные бомбы, но не смог серьёзно повредить лодку. Это была первая атака самолётом подводной лодки в ходе операции. На следующий день U-546 обнаружила «USS Core» и приступила к манёврам, чтобы напасть на эскортный авианосец. Субмарина попыталась пройти сквозь патрульную линию, но в 08:30 была обнаружена миноносцем «USS Frederick C. Davis», который сразу же приготовился атаковать её. Командир подлодки, узнав о том, что был обнаружен, первым атаковал миноносец акустической торпедой с расстояния в 590 метров. Ложная цель не помогла судну, и в 08:35 торпеда поразила машинное отделение «USS Frederick C. Davis». Пять минут спустя миноносец затонул, 126 из 192 членов экипажа погибли. После этого восемь американских миноносцев в течение почти 10 часов охотились за U-546, пока «USS Flaherty» не удалось её серьёзно повредить. Подводная лодка сразу же всплыла на поверхность, но «USS Flaherty» и три или четыре других миноносцев тут же добили цель. Капитан и 32 члена экипажа выжили и были взяты в плен.
Некоторые из оставшихся в живых членов экипажа U-546 были допрошены, чтобы узнать, несли ли подводные лодки ракеты. После непродолжительных допросов на борту «USS Bogue» выжившие были отправлены на американскую базу на острове Ньюфаундленд. 27 апреля по прибытии на место, заключённые были ещё раз допрошены, после чего восемь специалистов были отделены, а остальные 25 подводников были отправлены в тюрьмы для военнопленных. Немецких специалистов посадили в одиночные камеры и допрашивали с применением грубой силы. 30 апреля в ходе второго допроса бывший командир подводной лодки выдал краткую информацию о составе и миссии группы, после чего потерял сознание. Однако, информация, предоставленная капитаном и другими специалистами, не содержала сведений о том, были ли оснащены подводные лодки ракетами. Восемь человек были переведены в Форт-Хант округа Фэрфакс штата Виргиния вскоре после Дня Победы, где допросы продолжались до тех пор, пока 12 мая капитан не согласился написать отчёт о действиях U-546. Историк Филип Ландберг пишет, что избиения и пытки экипажа U-546 были оправданы необходимостью оперативно извлечь информацию о потенциальных ракетных атаках.
24 апреля вторая группа стала медленно двигаться на юго-запад в поисках оставшихся подводных лодок. В ночь на 24 апреля «USS Swenning» обнаружил ещё одну подводную лодку, но последней удалось скрыться. 2 мая, спустя неделю поисков, группа разделилась. В это время состав второй противолодочной группы был усилен ещё тремя эскортными авианосцами и тридцатью одним эскортным миноносцем.
U-881 стала пятой и последней подводной лодкой, уничтоженной в ходе операции. 5 мая незадолго до рассвета лодка была обнаружена эскортным миноносцем «USS Farquhar» при попытке пройти на глубине сквозь патрульную линию. В 06:16 субмарина была уничтожена сброшенными глубинными бомбами, никто не выжил. U-881 стала последней немецкой подводной лодкой, уничтоженной ВМС США в ходе Второй мировой войны.
7 мая вторая группа последний раз выстроилась вдоль 60-го меридиана. После безоговорочной капитуляции всех германских сил в тот день корабли группы приняли капитуляцию подводных лодок U-234, U-805, U-858 и U-1228, прежде чем вернуться на базу на восточном побережье США.

## После операции

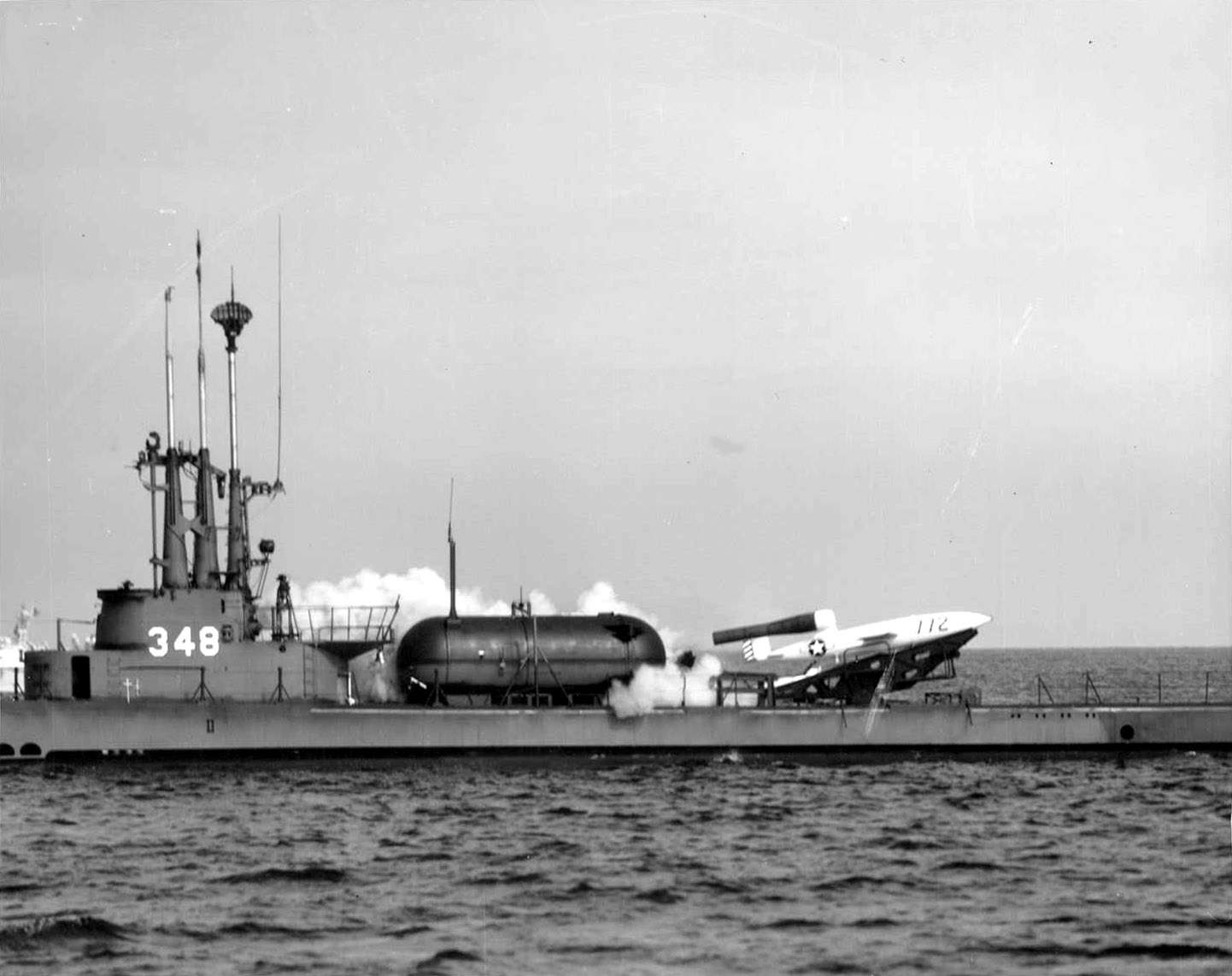
Пуск Republic JB-2 Loon с подводной лодки «USS Cusk»

После капитуляции Германии ВМС США не прекратили попытки выяснить, несли ли подводные лодки ракеты. Экипажи субмарин U-805 и U-858 были допрошены и подтвердили, что не были оснащены оборудованием для запуска ракет. Фриц Штайнхофф, руководивший испытаниями новых ракет на U-511, был захвачен во время капитуляции подводной лодки U-873. Он также был подвергнут тщательному допросу, вскоре после которого покончил с собой в тюрьме Чарльз-стрит в Бостоне. Из-за его самоубийства было проведено официальное расследование ВМС США. Не известно, были ли уверены союзники в его причастности к ракетным испытаниям.
Тактика, используемая в операции, была впоследствии оценена сотрудниками ВМС США. Палубная авиация эскортных авианосцев была недовольна своими действиями, так как эффективно обнаруживать подводные лодки им помешали сложные погодные условия на протяжении всей операции. Несмотря на это, самолёты вынуждали подводные лодки оставаться на глубине, тем самым значительно снижая их скорость. В ряде отчётов подчёркивалась важность совместных действий эскортных миноносцев при атаке подводных лодок, и утверждалось, что эффективность патрульных линий, используемых на протяжении большей части операции, сильно ниже эффективность нескольких кораблей в одном секторе. Историк Филип Ландберг отметил действия разведки, высокую скоординированность и хорошее планирование при проведении операции. Информация, полученная разведкой из расшифрованных немецких радиопередач, была задействована, практически, при каждом уничтожении вражеской подводной лодки во время операции.
Уже после Второй мировой войны ВМС США провели испытания возможности запуска ракет с подводных лодок. 12 февраля 1947 года американские модификации немецкой крылатой ракеты Фау-1 — Republic JB-2 Loon — в ходе испытаний были запущены с подводных лодок «USS Cusk» и «USS Carbonero». Испытания оказались успешными, и привели к развитию вооружения подводных лодок крылатыми ракетами. Успех ВМС США с модификацией Фау-1 также показал, что подобные запуски были технически доступны и для немецкого военно-морского флота.